# Пласт (організація)
«Пласт» (англ. Plast, досл. «прошарок грунту») — національна скаутська організація України. Метою Пласту є сприяти всебічному патріотичному вихованню і самовихованню української молоді на засадах християнської моралі. Як неполітична і позаконфесійна організація, Пласт виховує свідомих, відповідальних і повновартісних громадян місцевої, національної та світової спільнот і провідників українського суспільства.
Пласт був створений 1911 року, невдовзі після заснування скаутського руху Робертом Бейден-Пауелом у 1907 році. 12 квітня 1912 року у Львові пластуни гуртка «Круки» склали першу Пластову присягу. Серед засновників організації були Іван Чмола, Олександр Тисовський та Петро Франко. В основі назви «Пласт» є відповідник англійського «Scout» (розвідник), взятий за прикладом пластунів — козаків - розвідників.
Пластуни відзначилися своєю активною участю в розбудові та захисті своєї країни, були активними учасниками визвольного руху та війн за незалежність УНР та ЗУНР у XX ст. і продовжують захищати кордони України нині. Серед героїв Небесної Сотні є два пластуни: Роман Гурик і Богдан Сольчаник. За час війни в АТО загинуло п'ятеро з відомих пластунів — Марко Паславський, Віктор Гурняк, Євген Подолянчук, Микола Гордійчук, Андрій Білик.  За час повномаштабного вторгнення російська агресія забрала життя 75 пластунів. На сьогодні, окрім України, Пласт діє ще в одинадцяти країнах світу (серед них Пласт у США, Пласт в Аргентині, Пласт у Канаді, Пласт в Австрії, Великій Британії, Німеччині, Польщі, Словаччині, Іспанії, Ірландії, Пласт Кіпру) та об'єднує пластунів України й української діаспори. От , наприклад, Пласт в Канаді розпочав свою діяльність ще у 1948 році. Перші спроби організувати Пласт в Естонії відбулись у 2007 році, в Ризі -2009 році . Через війну мільйони українців покинули свої домівки та роз'їхались по всім континентам . Тільки за 2024 рік виїхало 450000. На початок 2019 року Пласт в Україні об'єднує 8 500 членів різного віку і таким чином є найбільшою молодіжною організацією України. Сьогодні 118 осередків Пласту діють у всіх областях України. Пласт активно співпрацює з органами державної влади та громадськими організаціями, реалізуючи різноманітні соціальні та виховні програми.
Протягом року пластуни проводять понад 100 виховних таборів різної спеціалізації, організовують заходи соціально-культурного та виховного спрямування, серед яких поширення Вифлеємського Вогню Миру, День Пластуна, Благодійний вечір Пласту, Полум'я братерства та інші.
Також раз на 3 роки проводять КУПО (Конференція Українських Пластових Організацій) на якій обирають управлінців, що будуть керувати роботою Пласту у світі до наступного КУПО.

## Історія

### Походження назви
Слово «пласт» було використано як аналог англійського слова «скаутинг» (англ. scouting — розвідка). Слово походить від назви козаків-пластунів, які виконували функції розвідників у козацькому війську.
Автором назви організації є Іван Боберський.

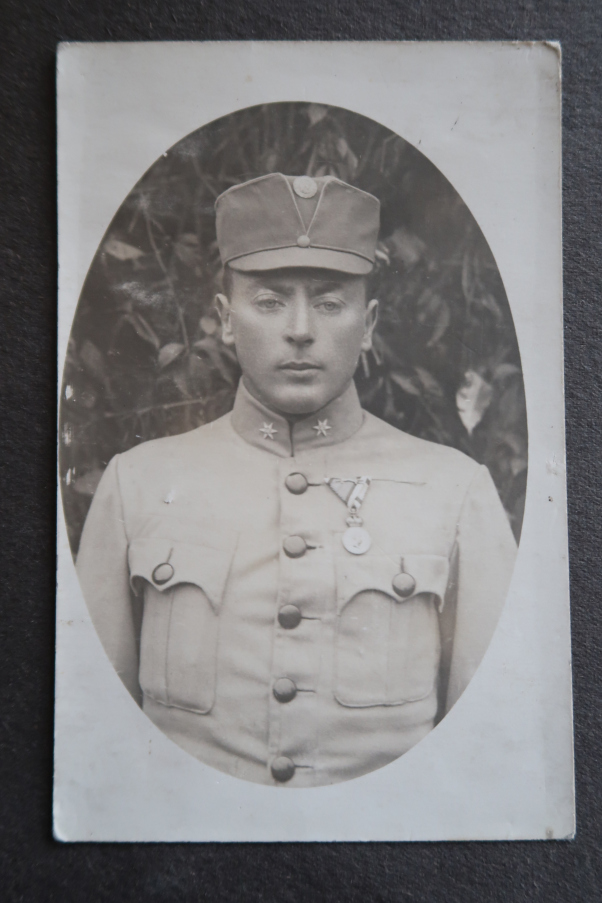
Співзасновник Пласту Петро Франко

### 1-й етап: Початок (1911—1920рр.)

Співзасновник Пласту Олександр Тисовський

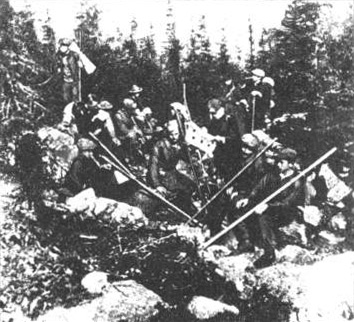
Українські пластуни провадять вправи на Чорногорі, 1914 рік

У 1908 р. засновник скаутського руху Бейден-Пауел видав книжку «Скаутинг для хлопців» (англ. Scouting for boys), яка була перекладена багатьма мовами світу. Зокрема українською мовою її переклав Олександр Тисовський, один із засновників перших пластових (скаутських) гуртків при Академічній гімназії у Львові. Незалежно від Тисовського пластові гуртки почали також творити Іван Чмола та Петро Франко. Якщо останні акцентували принципи пластування на фізичному та військовому розвитку, то Олександр Тисовський займався теоретичним вихованням молоді. Він розробив систему пластових проб (завдань), які мали виконати пластуни, для того, щоб отримувати нові звання та вдосконалювати себе. За кілька місяців діяльності, 12 квітня 1912 р., першу пробу на ступінь «учасника» здали та прийняли Пластову присягу на вірність Богові та Україні близько 40 осіб, що вважається офіційною датою заснування «Пласту».

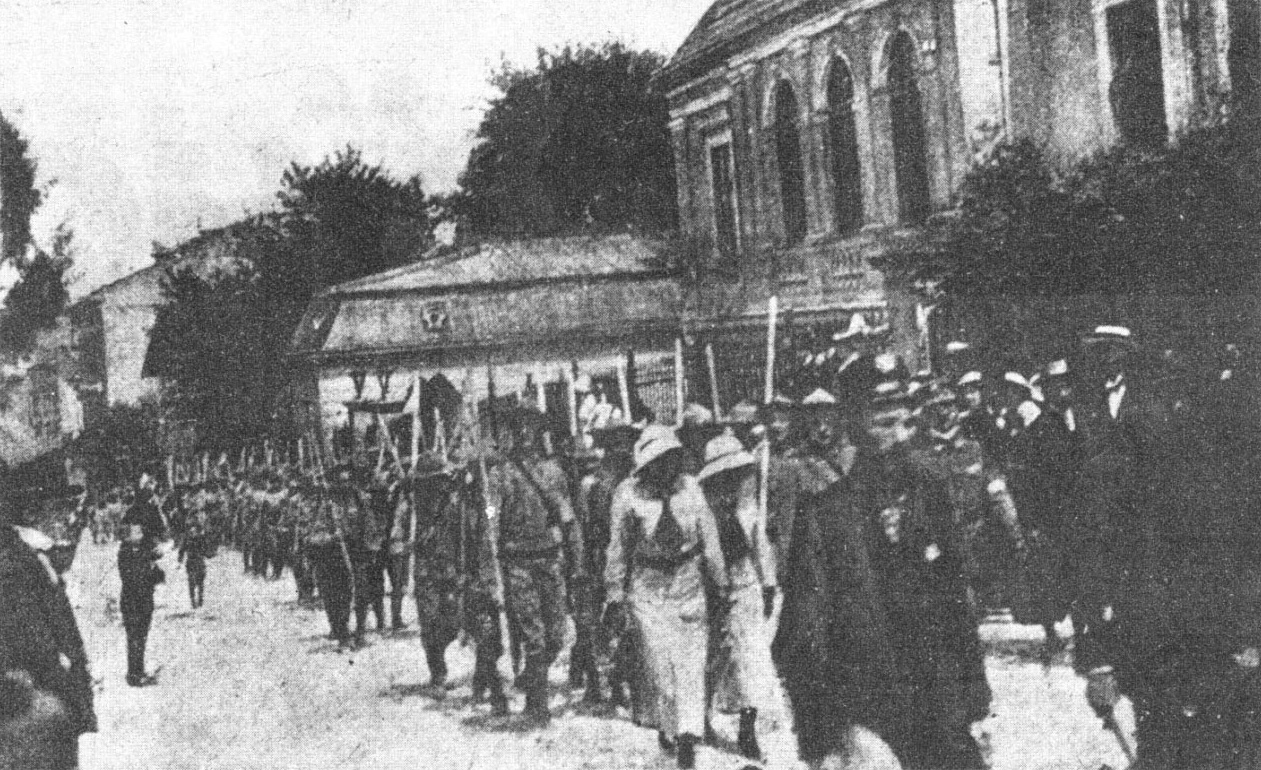
Пластуни у здвиговому поході. 1914 рік.

1911 рік для українських молодіжних організацій був характерний різким підйомом патріотизму та цікавості молоді до українських військових традицій. У «Пласті» на той час молодь навчали стріляти з рушниці та револьвера, робити далекі військові марші з наплечниками, сигналізувати, робити перев'язки тощо.

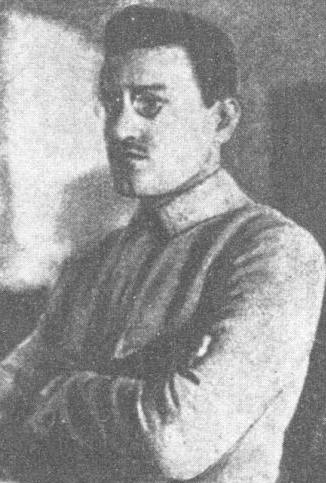
Співзасновник Пласту Іван Чмола

Протягом 1912 р. пластові гуртки поширились по всій Галичині. Австрійська влада ставилася прихильно до створення спортивних молодіжних організацій і тому підтримувала діяльність «Пласту». У 1913 р. було проведено перший мандрівний табір Пласту. На початку 1914 р. пластові осередки існували у всіх великих містах Галичини. Однак вони не співпрацювали між собою та не мали централізованої влади. З метою координації праці пластових гуртків 12 лютого 1914 р. у Львові було скликано Пластовий З'їзд, на якому було створено керівний орган Пласту — Центральну Пластову Управу (ЦПУ). ЦПУ провела реєстрацію всіх пластових осередків, та розділила їх на 11 округ. Було налагоджено видання пластової літератури, затверджено проект пластового однострою та пластових відзнак. Фундаментальною працею для виховання молоді стала книга Олександра Тисовського «Пласт», якою користувались усі пластові осередки. Кількість пластунів станом на 1914 р. становила близько 800 осіб, а осередки організації поширились по всій Галичині, Закарпаттю та Буковині.

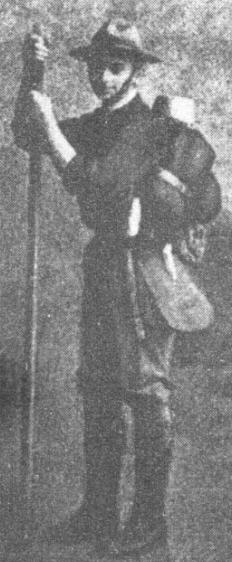
Поручник УСС Осип Яримович під час свого перебування у Пласті

За три роки діяльності відомості про «Пласт» як про військову патріотичну організацію поширились по всій Західній Україні, і з початком Першої Світової війни більшість пластунів зголосилися воювати в лавах Січових Стрільців. Загалом, до Січових стрільців зголосилося близько 2,5 тис. людей із організацій «Сокіл», «Січ» та «Пласт». Частини УСС під проводом сотників-пластунів відзначились у боях на горі Маківці та Лисоні.
Із проголошенням Першого Універсалу Центральної Ради, «Пласт» почав поширювати свою діяльність на землях Наддніпрянської України. До цього були спроби започаткувати «Пласт» у Києві та Бахмутському повіті, однак новостворена Українська Скаутська Організація була силоміць приєднана до «Бой-скаутів Росії». Хоча «Пласт» у Галичині постав раніше, він не мав ніякого впливу на «Пласт» на центральних українських землях. Найбільшими пластовими осередками стали Біла Церква, Кам'янець-Подільський та Чернігів. Щодо діяльності пластунів в інших містах відомо дуже мало, тому сказати про їхній вплив та чисельність доволі важко. Перший юнацький пластовий курінь на Наддніпрянській Україні був створений у Білій Церкві. Засновником цього куреня був колишній інструктор «Російських Бой-скаутів» Євген Слабченко (Деслав). Офіційною назвою українських пластунів у Білій Церкві була «Українські Бой-скаути» (УБС). Українська влада ставилась прихильно до створення пластових куренів, і тому надала УБС приміщення в Українському клубі у Білій Церкві. Розвитком пластових гуртків займались різні установи УНР. Протягом 1918 року за підтримки гетьмана Павла Скоропадського було створено пластові гуртки при кожній українізованій гімназії. Таким чином «Пласт» пожвавлює діяльність у таких містах як Фастів, Катеринослав, Київ, Вінниця та Канів. Пластові осередки тоді користувались підручником Олександра Тисовського «Пласт» та статутом УБС, що був виданий у 1918 році у Білій Церкві. Після повалення Гетьманату та приходу до влади Директорії, пластуни склали ядро старшинських кадрів новоствореної Армії УНР. Найбільше відзначились І. Чмола, який був старшиною УСС під час Першої Світової Війни, а потім полковником Січових Стрільців Євгена Коновальця, Петро Франко, що був старшиною УСС та Січових Стрільців Дієвої Армії УНР, Федь Черник, який відзначився у Бою під Мотовилівкою, Олена Степанівна, Осип Яримович, Северин Яремкевич. Львівські пластуни також брали участь у Листопадовому Чині 1 листопада 1918 року.
На початку 1919 року українська армія була близькою до катастрофи: на сході наступали більшовики, а на заході поляки та румуни. Нестача набоїв, медикаментів і страшна епідемія тифу спричинила загибель до 60 тис. солдатів Української Галицької Армії. Серед усіх окупованих територій, «Пласту» дозволили існувати тільки в Галичині та Волині, але із цензурою пластових підручників та під наглядом польської поліції. На території, окупованій більшовиками «Пласт» був заборонений відразу та пізніше витіснений піонерським рухом. Єдиною скаутською організацією, якій було дозволено існувати на терені УРСР була київська «Спілка Бой-скаутів Росії», але і її заборонили у 1924 році.

### 2-й етап: Відновлення Пласту (1920—1930рр.)

Команда Першого пластового куреня імені Петра Конашевича-Сагайдачного біля Академічної гімназії у Львові, 1921 рік. У центрі сидить Олександр Тисовський, ліворуч від нього Богдан Макарушка, праворуч — Ярема Весоловський. Стоять зліва направо: Володимир Лициняк, Богдан Окпиш, Остап Бартків, Юрій Студинський.

Польська влада не надала великого значення «Пласту» і тому він мав змогу відновитись у вигляді невеликих пластових гуртків при українських школах. 1922 року до «Пласту» вступив молодий Роман Шухевич, майбутній генерал-хорунжий Української Повстанської Армії. За часу членства в «Пласті» Шухевич брав активну участь у спортивних змагах і культурних заходах. Також він проводив активну виховну діяльність: був співорганізатором пластового гуртка «М'ясний Тризуб» і куреня старших пластунів «Чорноморці». Загалом до 1924 року утворилося близько 30-ти юнацьких пластових полків і декілька окремих, для старших пластунів. Старшими пластунами вважали тих, хто мав 13 повних років і бажав залишитись у Пласті. Серед пластунів був поширений культ стрілецьких могил. Силами стрийського та львівського «Пласту» було відновлено та впорядковано могилу УСС на горі Маківці.
Розвитку «Пласту» сприяли також провідні діячі Української греко-католицької церкви. Митрополит Андрій Шептицький надав пластунам ділянку на горі «Сокіл», де до наших днів збереглась однойменна пластова оселя.

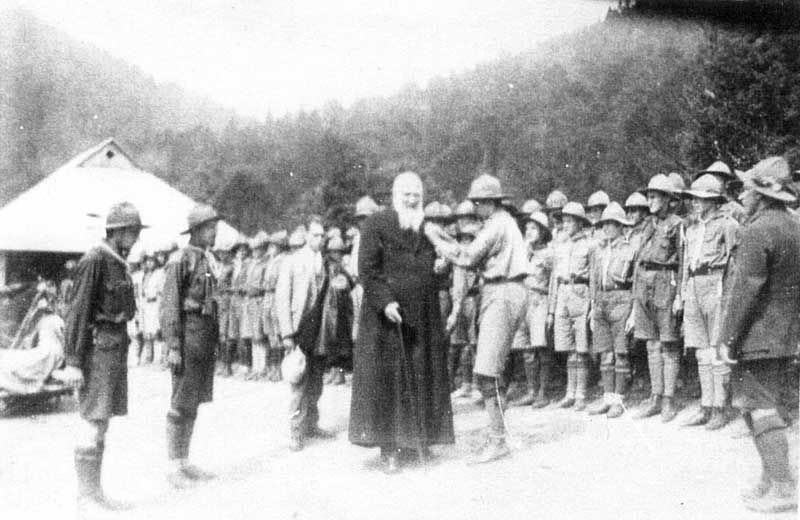
Андрей Шептицький на Соколі

Після вирішення долі Галичини в 1923 році, яка мала би стати автономією у складі Польщі, польська влада почала активніше цікавитися діяльністю українських патріотичних організацій на Західній Україні. Передусім польських владців цікавили організації, що виховували молодь. Найбільшими з них були спортивні та військові товариства «Січ» і «Пласт». Польська влада збільшила тиск на пластунів, заборонила проведення таборів і вишколів. Зрештою, 1928 року польська влада заборонила легальну діяльність «Пласту» на Волині, а 1930 — у Галичині.

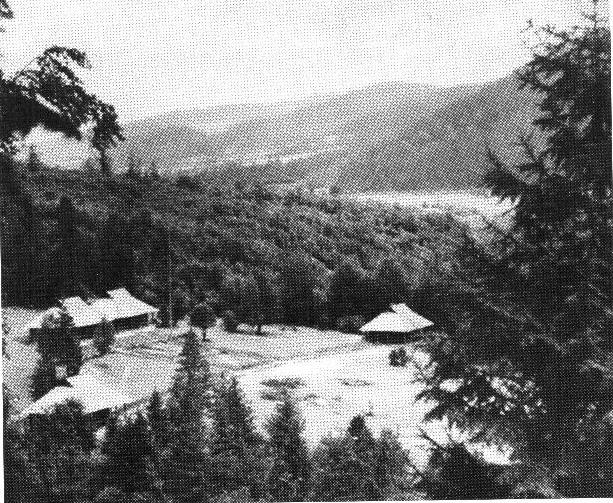
Пластові курені на Соколі у 1920-х роках.

«Пласт» поза етнічними землями України розвивався меншими темпами, однак теж докладав зусиль для організації спільних пластових таборів і контактів із українськими патріотичними організаціями. У цьому процесі значну роль відігравав майбутній Начальний Пластун (Почесний президент «Пласту», що виконує ряд важливих церемоніальних функцій, зокрема надає найвище пластове звання — гетьманського скоба (вірлицю)) Юрій Старосольський, син українського політичного діяча часів уряду УНР в еміграції Володимира Старосольського. Юрій, 1929 року нелегально перейшов кордон (він на той час здобував освіту у Львові) і опинився на Закарпатті. Там він здійснив невдалу спробу вивести групу пластунів для поїздки на світове скаутське Джемборі (від англ. Jamboree, що за однією з версій означає «мирна зустріч усіх народів») у Великій Британії, яке відвідали лише декілька пластунів. Після невдачі таборує разом із закарпатськими пластунами. Для українських емігрантів «Пласт» став гарною нагодою виховати своїх дітей у патріотичному дусі та любові до України. Пластові гуртки поза українськими землями формуються у Празі (Чехословаччина), Відні, Лінці (Австрія), Мюнхені (Німеччина), Франції, США, Канаді та Австралії.

### 3-й етап: Пласт у підпіллі та під час Другої Світової війни (1930—1945рр.)
Із початку 1930-х р.р «Пласт» у Польщі вимушений працювати у підпіллі, під проводом конспіративного Пластового Центру та Верховної Пластової Команди. Через утиски з боку влади та офіційну заборону діяльності, пластуни перейшли у напівлегальне становище.
«Пласт» починає активніше співпрацювати з ОУН (співпраця була і до того, однак у дещо обмеженому вигляді), отримувати і розповсюджувати націоналістичні видання, такі як «Сурма». Пластуни виконували ряд важливих функцій в ОУН:
1) «Пласт» поповнював організацію цінними кадрами, які були патріотично настроєними, обізнаними в Історії України та практичних навичках;
2) Пластуни могли вільно пересуватись містами та передавати політичним в'язням їжу та націоналістичну літературу (наприклад, зробивши друге дно у відрі з харчами, і поклавши у проміжок літературу, залити смальцем);
3) Пластові осередки виконували роль «опорних пунктів» для членів ОУН, які переходили кордон і опинялися у незнайомій місцевості. Крім того, «Пласт» значно полегшував працю ОУН завдяки тому, що міг вести пропаганду серед молоді у навчальних закладах.
Однак, через співпрацю з ОУН, багатьох пластунів було ув'язнено в Березі Картузькій, а за часів радянської окупації — вислано в Сибір.

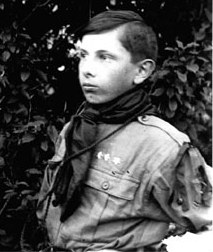
Степан Бандера в Пласті. 1923 рік.

Багато з провідників та активних членів ОУН та УПА були виховані «Пластом», зокрема провідник ОУН (б) Степан Бандера, генерал-хорунжий Української повстанської Армії Роман Шухевич. Ось, як, наприклад, згадує провідник ОУН (б) Степан Бандера про «Пласт»:
| До Пласту я належав від 3-ї гімназійної кляси (від 1922 р.); у Стрию був у 5-му пластовому курені ім. кн. Ярослава Осьмомисла, а після матури - в 2-му курені старших пластунів «Загін Червона Калина», аж до заборони Пласту польською державною владою в 1930 р. (Мої попередні старання вступити до Пласту в 1-ій, згл. 2-ій клясі були безуспішні через ревматизм суглобів, на який я хворів від раннього дитинства, не раз не міг ходити, і в 1922 р. був ок. два місяці в лічниці на водну пухлину в коліні). До підпільної Організації середньошкільників я належав від 4-ї кляси і був членом провідного звена (ланки) Стрийської гімназії... у ділянці молодечих і спортово-руханкових організацій я був активним передусім у Пласті, як член 2-го куреня старших пластунів «Загін Червона Калина», в Українському Студентському Спортовому Клюбі (УССК), а деякий час теж у товариствах «Сокіл-Батько» і «Луг» у Львові. До моїх спортових зайнять належали біги, плавання, лещетарство, кошиківка і передусім мандрівництво. У вільний час я залюбки грав у шахи, крім того співав у хорі та грав на гітарі і мандоліні. Не курив і не пив алькоголю[6]. |
Якщо польська поліція затримувала пластуна із летючками та газетами ОУН, його заарештовували на декілька діб, а потім саджали на місячний домашній арешт, без права покидати рідне місто чи село. Польська поліція також вдавалась до силового розгону пластових маніфестацій та панахид за полеглими героями. Відомий випадок, коли польська поліція багнетами розігнала маніфестацію, у якій взяли участь молодіжні організації «Сокіл», «Луг» та «Пласт». Єдиною легальною пластовою організацією залишився «Союз Українських Пластунів Еміґрантів» (СУПЕ), який знаходився у Празі. Продовжується видання літератури, пластових часописів, зокрема журналу «Вогні». Пластуни в Польщі конспірували свою діяльність під виглядом організації «Комісії Виховних Осель і Мандрівок Молоді» (КВОММ). За усі прояви діяльності «Пласту» винні карались висилкою до концентраційного табору в Березі Картузькій.
У 1934—1936 рр. «Пласт» переживає кризу, через великий тиск із боку польської влади та брак кадрів.
Важливою діяльність пластунів була на Закарпатті. «Пласт» на Закарпатті був заснований ще в 1921 році, у Берегові. Організаторами пластових гуртків були К. Заклинський, А. Дідик, Л. Бачинський. Перший гурток у Закарпатті був створений у Берегівській гімназії. Чехословацька влада не допускала використання слів «Україна» та «українці», тому пластуни були вимушені оперувати словами «руські» або словосполученням «наш народ» для позначення українців в офіційних документах. Попри тиск із боку влади, у 1922 році відбувається перший закарпатський пластовий табір. Пластуни випускали різні часописи, як, наприклад, журнали «Пластун», «Карпати», «На стійці» та «Скоб». У часописах вказувалось на провідну роль «Пласту» у вихованні української молоді Закарпаття. У 1929 році Джемборі у Великій Британії відвідує декілька пластунів із Закарпаття. Переживши кризу у 1934—1936 рр. до «Пласту» вступають понад 3 тисячі юнаків із Закарпаття. Улітку 1938 року, «Пласт» на Закарпатті пожвавлює свою діяльність, проводячи паради, марші та з'їзди. Найбільшими осередками «Пласту» на Закарпатті були Хуст, Ужгород, Мукачево, Берегове, Рахів. У 1934 році на Закарпатті було створено старшопластунський мистецький курінь «Нова Сцена», який згодом перетворився на професійний театр, а за часів Карпатської України став державним.

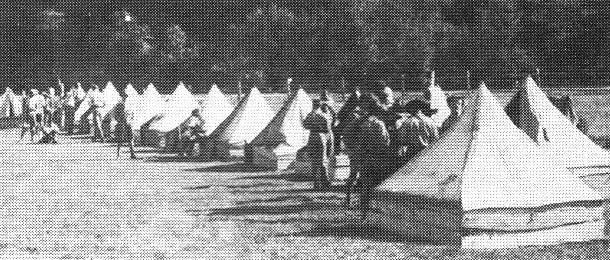
Перша Лісова Школа. Солочин, Закарпаття, 1938 рік.

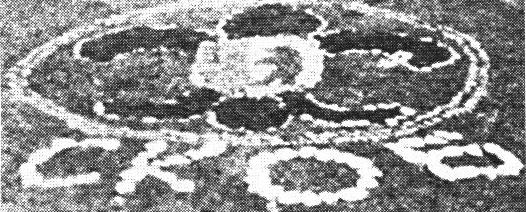
Пластова лілея викладена закарпатськими пластунами. 1938 рік.

У 1938 році, із проголошенням автономної Карпатської України, пластуни творять «Організацію Народної Оборони» та Карпатську Січ. Роман Шухевич був відповідальним за поповнення Карпатської Січі кадрами та організацію фінансової допомоги. Багато пластунів-добровольців із СУПЕ вступає до Карпатської Січі. Однак, у ніч з 13 на 14 березня 1939 угорські війська розпочали наступ на Карпатську Україну, і за кілька днів було окуповано її найбільші міста та столицю — місто Хуст. Окремі частини Карпатської Січі продовжували боротьбу у гірських районах до травня 1939 року. На окупованих територіях діяльність «Пласту» та інших українських патріотичних організацій була заборонена.
Німецька влада не була зацікавлена в існуванні іноземних патріотичних організацій на території, окупованій її військами. Перший безпосередній контакт німецьких військ із «Пластом» відбувся під час окупації Чехословаччини у 1938 році. Тоді «Пласт» діяв під виглядом СУПЕ, і об'єднував українських емігрантів у Празі. Діяльність пластунів була заборонена, а її діячів було заарештовано. У 1941 році, із початком німецько-радянської війни, пластуни пробують відновити свою діяльність у Західній та Наддніпрянській Україні під виглядом «Виховної Спільноти Української Молоді» (ВСУМ), але безуспішно.

### 4-й етап: Друга віднова Пласту (1945—1950рр.)
Після останньої війни велике число українців залишилося поза межами України. Організуються пластові гуртки в багатьох місцевостях із Головною Пластовою Старшиною та Радою в Мюнхені. Пласт діє в країнах Північної та Південної Америки, Австралії, Великій Британії, Австрії, Франції, Німеччині.

Перший після ІІ світової війни великий збір пластунів — 1947, Міттенвальд, Німеччина

### 5-й етап: Розквіт Пласту на нових місцях поселення (1950—1989рр.)
З 1950 року український Пласт розвинув активну діяльність на нових місцях поселення: Австралія, Аргентина, Канада, Велика Британія, Німеччина та США. Проводяться пластові заняття, вишколи, виховні та спеціалізаційні табори. Видаються для виховників журнали «Вогонь Орлиної Ради», «В дорогу з юнацтвом», для новацтва видається місячник «Готуйсь», для юнацтва «Юнак», а для старшопластунів і пластунів-сеньйорів — «Пластовий Шлях». Також було видано посібник для виховників — «Посібник зв'язкового». В Аргентині, Австралії, Великій Британії, США, Канаді та Німеччині було створено крайові проводи Пласту. У 1954 році було створено Конференцію Українських Пластових Організацій, для того щоб обрати єдиний провід та координувати діяльність світового Пласту.

### 6-й етап: Відродження Пласту (з 1990р.)

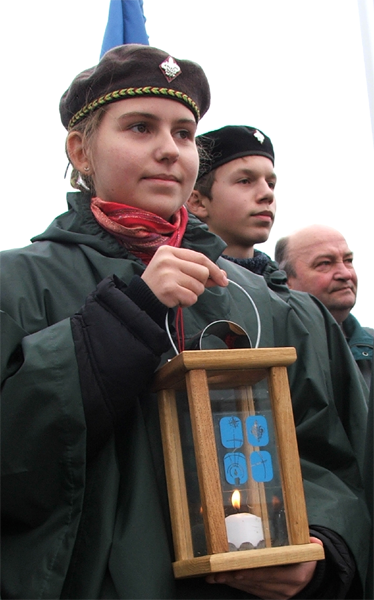
Пластунка із лампадкою під час акції «Вифлеємський вогонь миру»

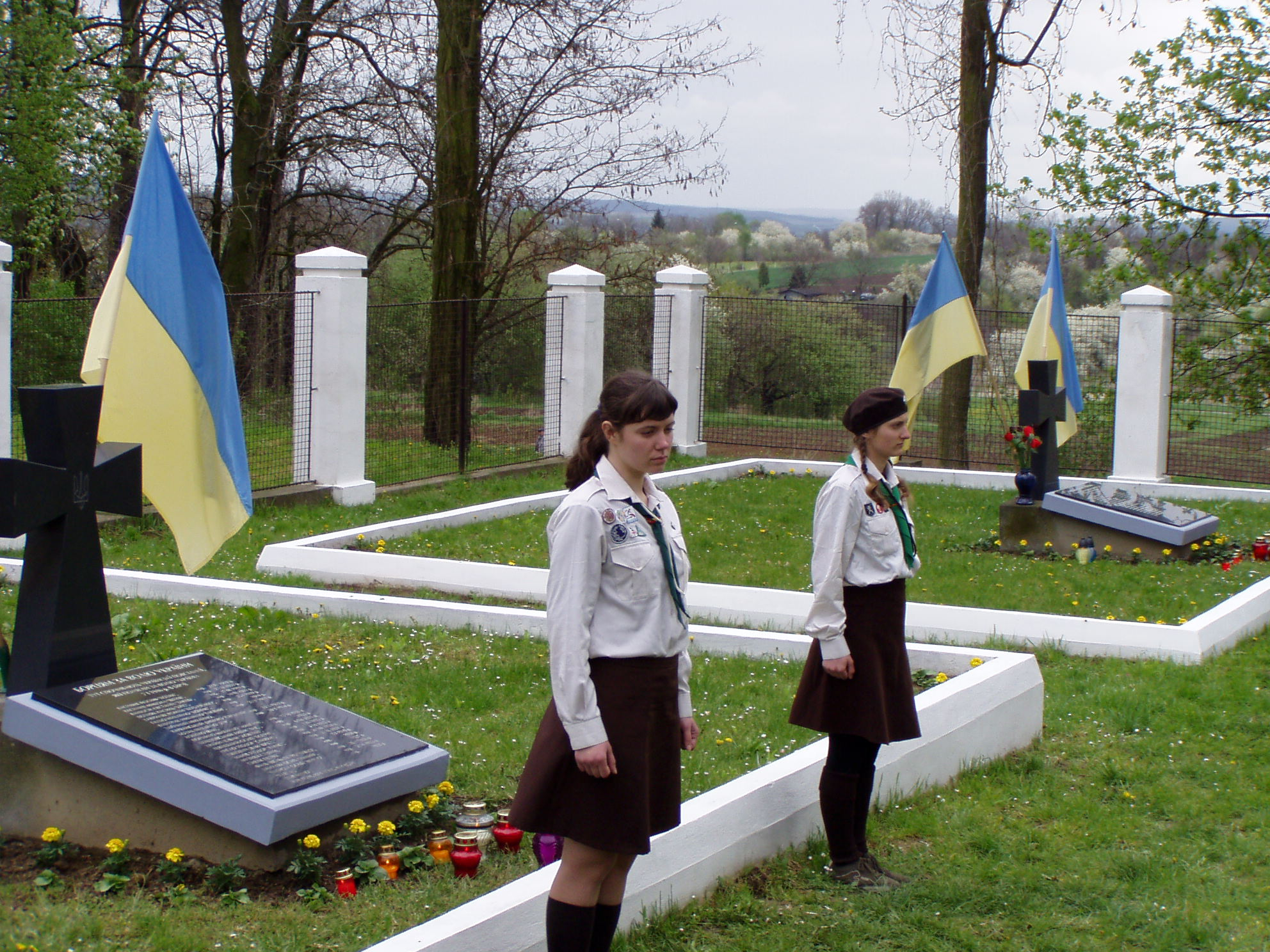
Стійка

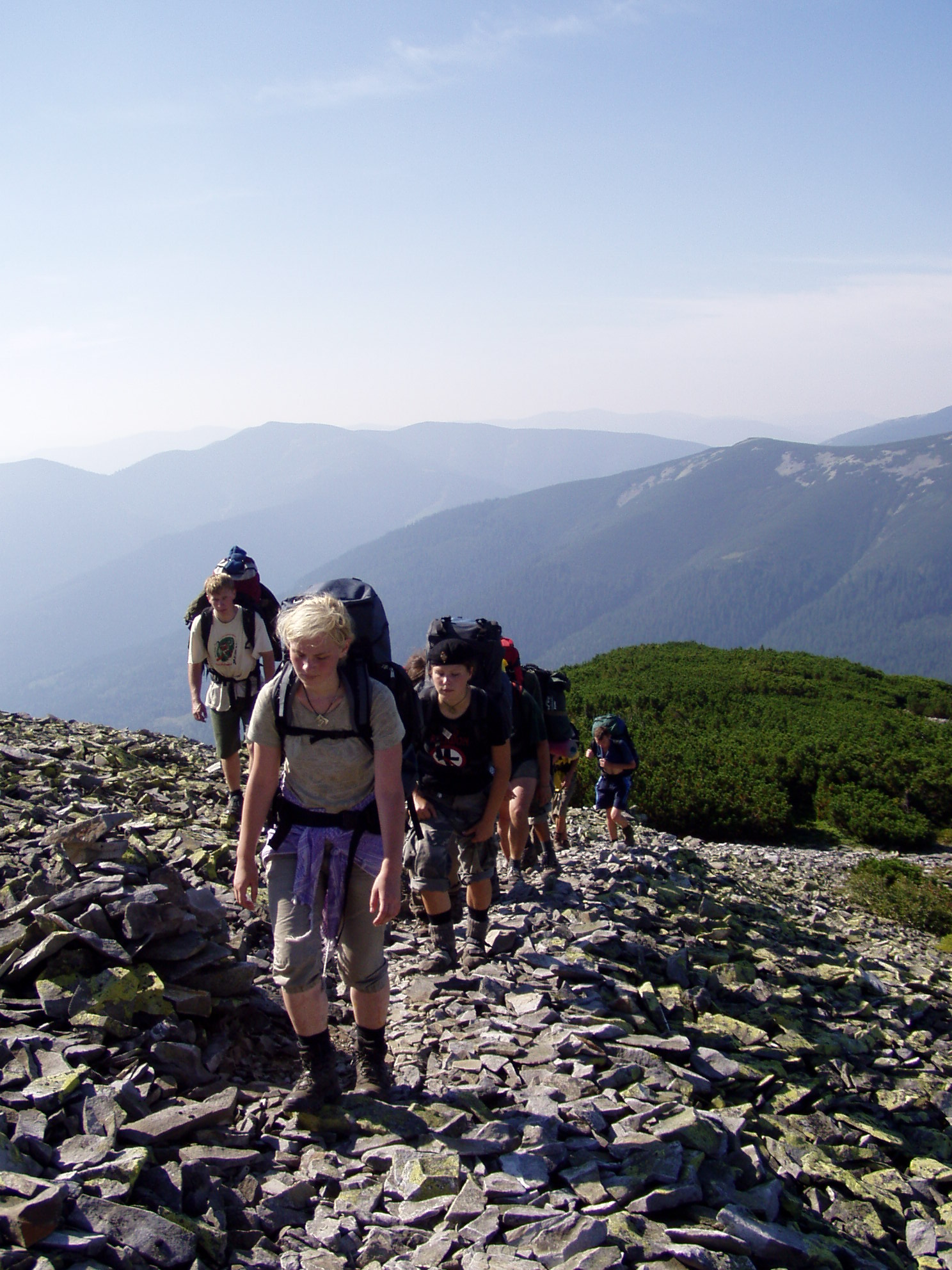
Пластовий мандрівний табір «Говерля» (серпень, 2006, хребет Ґорґани)

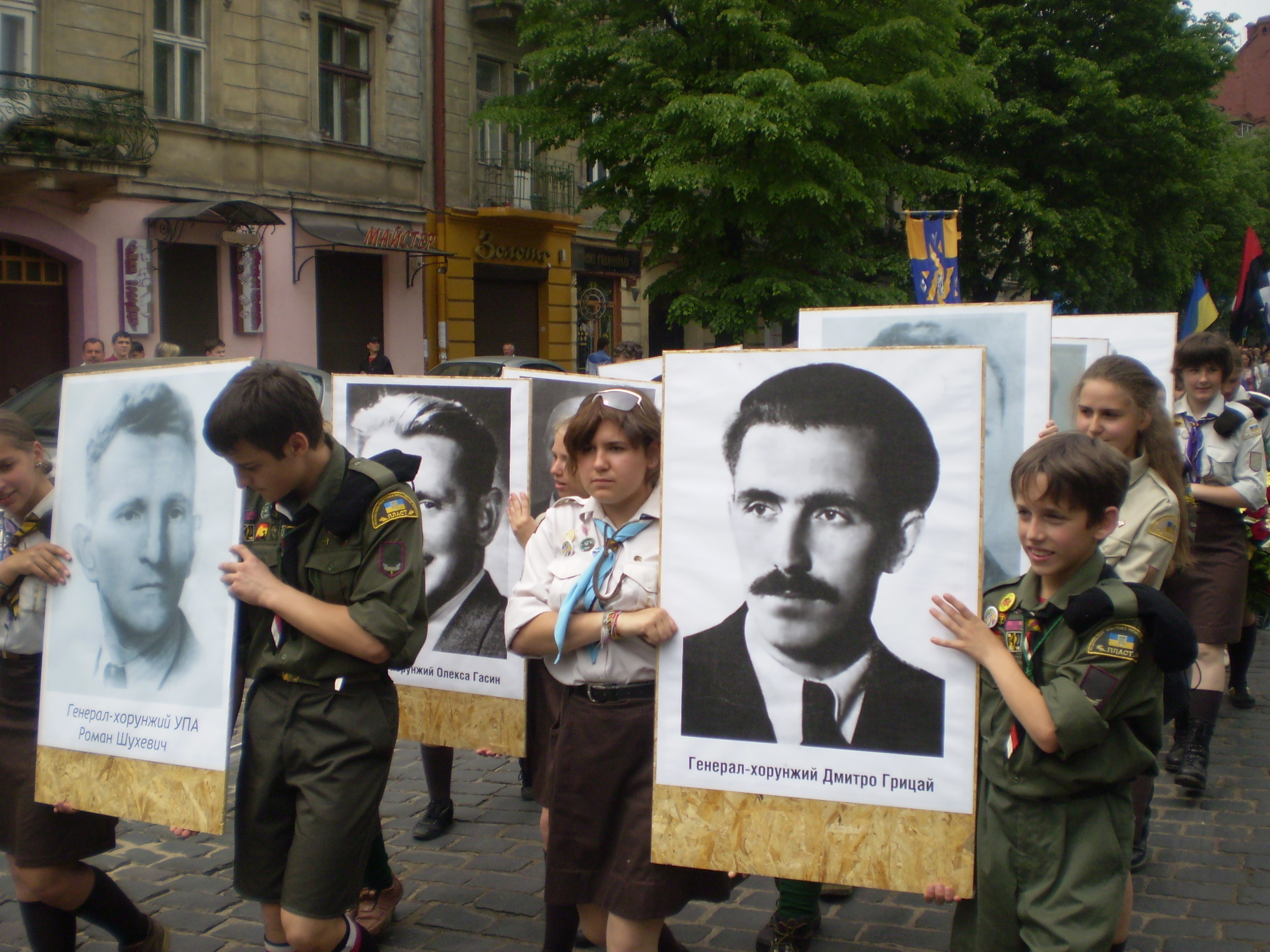
Пластуни йдуть колоною на Святі Героїв з портретами провідників українського народу XX століття. Більшість із зображених осіб були пластунами (Львів, травень 2007).

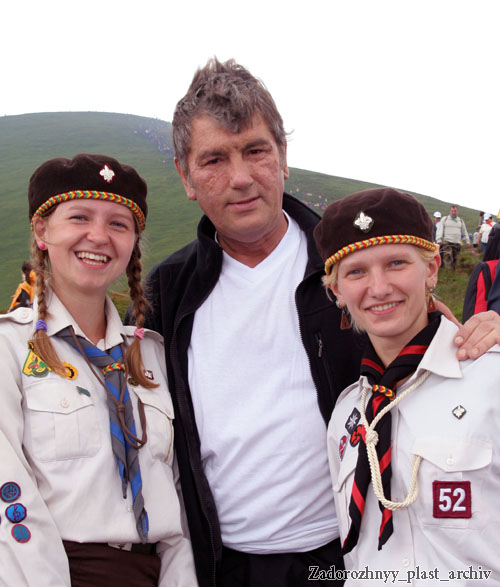
Президент України Віктор Ющенко разом з пластунками після відкриття монументу «Тризуб» на горі Говерла 18 липня 2008 року.

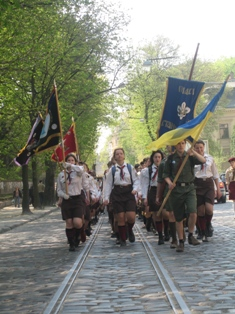
Вимарш пластунів у Львові з нагоди 94-ї річниці заснування «Пласту».

Наприкінці 80-років XX ст. у Радянському Союзі змінилася політична ситуація: уряд злагіднив контроль над словом і закордонними контактами. Постали організації, які сприяли національному відродженню. Почалося відродження скаутського руху. Перший пластовий табір на українських землях після Другої Світової війни було організовано 17 липня 1989 року; його відвідало навіть декілька пластунів із Канади. Однак, невдовзі на нього було здійснено напад агентами КДБ, спецпідрозділами МВС та райкомом ЛКСМУ Львова. Сімох пластунів заарештовано та побито. Пізніше, у газеті «Радянська Україна» було опубліковано статтю М. Дорошенка «Ще не вмер Степан Бандера, або Недитячі Ігри доморощених пластунів», де «Пласт» зображувався як «буржуазно-націоналістична військово-спортивна організація».
З 1985 р. почався процес відродження і розвитку організації. У грудні 1989 р. у м. Львові створена опікунська рада.. Завдяки праці окремих осіб та підтримці деяких нових організацій виникли пластові групи в різних середовищах і в різних місцевостях. Уже в 1990 році вони були у містах: Львові, Дрогобичі,. Бориславі,. Луцьку, Києві, Донецьку, але найширше Пласт розвинув свою діяльність на теренах Львівщини та Львова зокрема, де Міська рада 22 лютого 1990 року затвердила «Статут пластового товариства». Пластуни в еміграції активно допомагали розвитку «Пласту» в Україні. На початок 1995 року «Пласт» нараховував 3500 учасників.
Під час поширення осередків «Пласту» в Україні на початку 1990-х років колишні пластуни, які пластували у 1930-х роках, надсилали листи із проханням поновити їхнє членство в організації.
Видавництво пластової літератури також відновилось і в Україні, в основному за допомогою іноземних пластунів. Почалося видавництво журналу «Готуйсь!» (для новацтва 6-11 років) та «Юнак» (для юнацтва 11-18 років).
У 1997 році було відзначено 85-ту річницю заснування організації у пластовій оселі «Сокіл», участь у заході взяло понад 700 пластунів із 34 осередків організації в Україні. Також вперше в незалежній Україні було інавгуровано третього в Історії «Пласту» Начального Пластуна Любомира Романківа.
Почався стрімкий розвиток інших скаутських організацій на південних та східних землях України. Багато з них, разом із пластунами, взяли участь у 18-му всесвітньому скаутському Джемборі в Нідерландах у 1995 році. Вони також відвідали Перше Всеукраїнське пластове Джемборі біля села Невицьке Закарпатської області. 33-ох українських скаутів було запрошено взяти участь у 19-му всесвітньому скаутському Джемборі у 1999 році.

### 7-й етап: Пласт у XXI столітті
Станом на 2006 рік «Пласт» нараховував близько 10 000 членів в Україні та близько 3000 членів за кордоном.
У серпні 2007 року було відзначено 95-ту річницю «Пласту». Річниця відзначалася в усіх великих осередках «Пласту» в Україні, а також в інших країнах, де діє організація. У Канаді участь у святкуванні взяло понад 1200 учасників.
У 2008 році Президент України Віктор Ющенко видав указ «Про заходи щодо сприяння розвитку пластового (скаутського) руху в Україні». Крім того, Пласт підписав угоду із Міністерством освіти і науки України.
Також у 2008 році Національну організацію скаутів України, куди входить і Пласт, було прийнято до Всесвітньої організації скаутського руху. Таким чином пластуни отримали змогу відвідувати міжнародні скаутські заходи, та інтегруватись у світове скаутське суспільство.
19-23 серпня 2009 відбулося Друге Всеукраїнське Пластове Джемборі, поблизу с. Нирків Заліщицького району, Тернопільської області. Метою Джемборі було впорядкування Червоноградського замку, прибирання навколишньої території та підготовка до святкування століття з дня створення Пласту. Загалом учасниками Джемборі стали близько 1300 пластунів з України, США, Німеччини, Бельгії та Естонії. Були присутні представники скаутських організацій Алжиру, Грузії та Польщі.
У 2012 відбулося святкування сторіччя організації, головною подією чого стала Ювілейна міжкрайова пластова зустріч у Львові з 19 по 25 серпня. Окрім того, вже відбувся ряд цікавих заходів, зокрема підкорення та назва Піку Столі́ття Пласту́ в Антарктиді.
У рамках святкування було започатковано інтернет-проєкт «100 кроків до сторіччя Пласту», де публікуються архівні та сучасні матеріали з історії Пласту та дописи про відомих пластунів.
За час Революції Гідності й початку війни на Сході України, пластуни проявляли активну громадянську позицію. Багато пластунів пішли на фронт, серед яких загинули 5 пластунів — Марко Паславський, Віктор Гурняк, Євген Подолянчук, Микола Гордійчук, Андрій Білик.
Пласт організовує численні табори, кожен з яких має свою спеціалізацію (летунський, морський, військовий, спортивний, мандрівний, виховно-вишкільний та ін.). Окрім таборів, відбуваються акції різного спрямування — спортивні змагання спартакіади, змагання з пішого мандрівництва «Стежками героїв» та «Осінній рейд», Фестиваль пластової творчості «День пластуна», міжнародний захід «Вифлеємський Вогонь Миру», інтелектуальні змагання «Орликіада» та інші.
Щороку пластуни беруть участь у акції «Вифлеємський Вогонь Миру», розповсюджуючи вогонь по всіх містах України. Вогонь пластуни отримують від польських скаутів — харцерів, а далі поширюють до держустанов, церков, лікарень, університетів та інших установ. Пластуни передають Вогонь, що є символом миру, до Президента України, Кабінету Міністрів, Верховної Ради та органів місцевого самоврядування. У грудні 2018-го року пластуни передали Вифлеємський Вогонь Миру новообраному митрополиту Епіфанію.
Організація є учасницею коаліції Реанімаційний пакет реформ[2]. У 2018 році Пласт підписав меморадуми з Всесвітнім фондом дикої природи в Україні (WWF), Українською академією лідерства, Фундацією Регіональних Ініціатив та Global Office.
У 2018 році Пласт зібрав найбільшу суму (1 255 150 гривень) в історії українського Спільнокошту «Велика Ідея» для розвитку Пласту на Півдні та Сході України, де Пласт є менш численним — в Одеській, Херсонській, Миколаївській, Чернігівській, Сумській та Кіровоградській областях. Діяльність у Донецькій та Луганській областях буде більш зосереджено на розвиток громадянського суспільства, реалізацію освітніх і виховних проектів.
14 жовтня цього ж року, за сприяння Київської ОДА та участі Президента України Петра Порошенка, пластуни відкрили Пластовий Вишкільний Центр у м. Буча.
На початок 2019 року Пласт в Україні об'єднує 8500 членів різного віку і таким чином є найбільшою молодіжною організацією України. Сьогодні 118 осередків Пласту діють у всіх областях України. Пласт активно співпрацює з органами державної влади та громадськими організаціями, реалізуючи різноманітні соціальні та виховні програми.
24-25 листопада 2018 року в Києві відбувся Крайовий Пластовий З'їзд, де прийняли стратегію Пласту до 2030-го року.
30 травня 2019 року, Верховна Рада ухвалила закон про визнання і підтримку національної скаутської організації «Пласт» на державному рівні. 4 вересня 2019 року, Президент Зеленський ветував закон про державну підтримку «Пласту». Із зверненням до президента щодо підтримки цього закону звернулися обидві найбільші українські Церкви — ПЦУ та УГКЦ; Світовий конґрес українців та офіційні представники української діаспори США, Канади і Австралії; Світова управа Спілки української молоді. Закон також підтримали ряд очільників обласних рад та інших органів місцевого самоврядування, включно із ОТГ Півдня і Сходу України.
17 грудня 2019 року, Верховна Рада України проголосувала за законопроєкт № 0976 «Про державне визнання і підтримку Пласту — Національної скаутської організації України». За відповідне рішення проголосували 316 депутатів. Під час доопрацювання документа була змінена його назва на більш об'єднавчу — «Про визнання пластового руху та особливості державної підтримки пластового, скаутського руху» та вилучені норми, що суперечать законодавству та порушують принцип рівності громадських організацій. 13 січня 2020 президент Зеленський підписав закон щодо підтримки Пласту.

## Поширення Пласту

### У світі
- Поширення Пласту у світі

Після заборони польською владою Пласту 1928 року на Волині, а 1930 року і на Галичині, пластові відділи почали організовуватись серед українських студентів емігрантів (СУПЕ — Союз Українських Пластунів Емігрантів, який існував у Празі). Після Другої світової війни, коли велика частина українців опинилась далеко за межами рідних земель, пластові відділи почали виникати в місцях компактного поселення українців, зокрема в Німеччині, Австрії, Великій Британії, пізніше в США, Канаді, Австралії, Аргентині, Бразилії, Тунісі тощо. Сьогодні осередки Пласту є в 25 країна світу(Австралія, Австрія, Аргентина, Англія, Канада, Німеччина, Польща, США, Бельгія, Грузія, Данія, Ісландія, Іспанія, Італія, Китай, Кіпр, Латвія, Литва, Нідерланди, Словаччина, Фінляндія, Франція, Чехія, Швейцарія, Швеція)
У часі між зборами КУПО діють Головна пластова булава (ГПБ) та Головна пластова рада (ГПР).
На чолі Пласту стоїть Начальний пластун як уособлення ідейної та устроєвої єдності Пласту, його безперервної дії і традиції.
Велика Британія
Пласт у Великій Британії з'явився достатньо давно, в 1929 році, коли в Манчестері існував пластовий гурток, але після другої світової війни у 1947 році, почалося відновлення пласту, а уже в 1949 році в Брадфорді був обраний перший провід Пласту-ВБ.
За міжнародними правилами Пласт-ВБ не міг офіційно існувати як українська скаутська організація, тому до 1975 року він носив назву Клуб Виховних Осель і Мандрівок. І нарешті, лише у квітні 1975 перейменували на Пласт — Виховна Організація Української Молоді у Великій Британії з кінця 1940-х років почали з'являтися перші осередки Пласту-ВБ — «станиці»
Пласт-ВБ організовує регулярні сходини молодших членів, заняття з скаутських ідеалів, української історії та культури. З 1950 року Пласт-ВБ щорічно організовує виховно-розважальні літні табори.
З кінця 1990-х років станиці поступово ставали неактивними, але з 2005 року відновлено діяльність станиці в Лондоні, а в 2017 році — в Ноттінґгамі.
Членство організації складається переважно з нащадків післявоєнних українських поселенців, проте в останні роки до Пласту вступають і діти іммігрантів з України після 1991 року.

### Австрія
Докладніше: Пласт в Австрії
Пласт в Австрії, як організація з'явився відносно нещодавно, у 2015 році, після подій Революції Гідності, проте вже зібрав велику кількість учасників. Існують два пластових осередка у Відні та у Граці (із 2023 року). Організація проводить щотижневі сходини в українській суботній школі. У 2021 році віденська пластова станиця спільно з українською громадою Зальцбургу та почесним консулом України в Зальцбургу організували акцію «Врятуй могилу героя», під час якої, було вшановано місце спочинку українських цивільних біженців Волині Першої світової війни.
У 2022 році відбувся міжкрайовий літній табір «Per desero ad astra»;
12 листопада 2022 року створили два пластових куреня УПЮ: підготовчий курінь імені Софії Окуневської-Морачевської та підготовчий курінь імені Василя Вишиваного;
11 грудня 2022 року відбулася Міжкрайова Пластова Зустріч;
22 січня 2023 року провели урочисті заходи та святкування з нагоди 104-ї річниці проголошення Акту Злуки — об'єднання ЗУНР та УНР;
2023 року у підготовчому курені імені В. Вишиваного відбувся перший в історії Австрійського Пласту вишкіл практичного пластування;
20 травня 2023 відбулася доброчинна акція «Врятуй могилу героя»;
З 27 по 29 травня 2023 року відбулося СВ, що було поблизу Грацу;
З 8 по 10 грудня 2023 року відбулося МПЗ із нагоди передачі Вифлиємського Вогню Миру, на яке до Відня приїхало понад 170 гостей із 16+ країн Європи.
У 2024-му році був заснований новий осередок Пласту в Австрії у Зальцьбурзі.

### Аргентина
Пласт як велика організація існує і в Аргентині. Найбільший пластовий осередок (станиця) у країні — Буенос-Айрес. «Пласт» в Аргентині виник 1949 року внаслідок еміграції українців після Другої Світової війни. 1950 року засновано пластову оселю (постійне місце під табір) «Ненаситець». Табори відбуваються з 1952 року дотепер.
2008 року аргентинські пластуни взяли участь у акції «Україна пам'ятає — світ визнає!» присвяченій пам'яті жертв Голодомору 1932—1933 років.

### Іспанія
Перший пластовий гурток у Іспанії з'явився 1 червня 2019 року у Валенсії. Засновник — Павло Сенатор із куреню «Ватага бурлаків». 20 серпня 2020 року Пласт у Іспанії отримав офіційну реєстрацію з офіційною назвою «Asociación Plast — Scouts ucranianos en España» (укр. Асоціація Пласт — українські скаути в Іспанії). На 2023 рік в Іспанії існує 5 юнацьких гуртків:
- Валенсія — заснування 1 червня 2019 року; змішаний юнацький гурток «Скорпіони і Русалки»;
- Аліканте — вересень 2021 року; змішаний гурток УПЮ «Розвідники»;
- Сан-Себастьян — вересень 2022 року; змішаний гурток УПЮ «Першопроходці»;
- Барселона — вересень 2022 року; змішаний гурток УПЮ «Золоті Сови»;
- Мадрид — вересень 2022 року; змішаний гурток УПЮ «Соколи».

Загалом на початок 2023 року Пласт Іспанії налічує трохи більше 100 членів, окрім УПЮ також діють три новацьких рої, із яких два у Валенсії та один у Сан-Себастьяні. Юнацтво в Іспанії об'єднано в підготовчий змішаний курінь УПЮ ім. Петра Франка.

### Канада
Пласт у Канаді почав свою діяльність у 1948 році, коли приїхала повоєнна хвиля української іміґрації. Перша офіційно зареєстрована група Пласту була створена в Вінніпезі. Сьогодні діють пластові осередки (станиці) у сімох містах Канади — Едмонтон, Калґарі, Вінніпеґ, Оттава, Монреаль, Сейнт Кетеринс, а найбільший осередок є в Торонто. Членство Пласту в Канаді є близько 1500. Пласт є незалежною молодіжною організацією, зареєстрованою під канадським законом, але провадить свої зайняття українською мовою.
Основні зайняття наймолодших пластунів це тижневі сходини і щорічні — літні чи зимові — табори. Новацькі табори проводяться по станицях, а юнацькі — на заміну, курінні чи крайові.
Через великі простори, крайові табори відбуваються в різних частинах Канади і використовують можливості канадської природи — зокрема Скелястих гір, рік та озер східної Канади. Щорічно організуються вишколи виховників, і пластовий провід старається дбати про те, щоб виховники дітей були належно підготовані і кваліфіковані.
Пластова молодь у Канаді вчиться в державних школах — англо- або франкомовних, але для збереження української ідентичності Пласт вимагає навчання в українських суботніх школах чи курсах українознавства. Чотири осередки мають власні будинки-домівки, два придбали свої оселі на таборування.
Пласт співпрацює із українськими громадськими організаціями і установами і старається дотримуватися свого гасла «лицем до громади». Пластуни займають провідні ролі в громадських організаціях — у студентських клубах чи в Конґресі Українців Канади — організаційній надбудові української громади. Пластуни з Канади також беруть участь у різних акціях в Україні — як виховники на таборах чи спостерігачі на виборах.

### Австралія
Перші пластуни приїхали до Австралії 1948 року. Прибуваючи до різних місцевостей, вони гуртувалися самочинно і починали творити перші пластові з'єднання. У липні 1951 відбувся перший Крайовий Пластовий З'їзд. Організація найактивніше працювала під час 60-70-х рр., коли членство виросло до понад 900.
Сьогодні пластова праця продовжується в Мельбурні, Сіднеї, Брізбені, Аделаїді, Канберрі та Джілонґу. Протягом року Пласт в Австралії проводить різні літні, лещетарські та мандрівні табори та вишколи. У таборах пластуни практично закріплюють знання і уміння, здобуті впродовж року на щомісячних заняттях.

### Словаччина
1990 році відбулися перші організовування пластових гуртків. У 1991 відбувся перший Крайовий Пластовий З'їзд. На одинадцятих зборах КУПО в Іст-Гановерні, Пласт Словаччини прийнято до КУПО. А в 1992 в серпні відбувся перший табір. 28 вересня 2016 року минуло 25 років з дня відновлення діяльності молодіжної організації ПЛАСТ у Словаччині.
У 2024-му році Пласт Словаччини став активнішим та тепер розвивається у Братиславі.
У жовтні пластуни з Братислави брали участь в ОР (осінньому рейді), що був в Австрії.

### Польща
Пласт у Польщі існував у довоєнний час у Перемишлі, Ґданську, Кракові та інших менших містечках. Післявоєнні початкові роки в Польщі для українців були нелегкими. На відродження Пласту над Віслою треба було ще чекати. Коли 1989 р. розпалася комуністична влада в Польщі, ситуація українців покращилася. Згодом, 1990 р., засновано Об'єднання українців у Польщі та була легалізована Українська греко-католицька церква. Це теж початок діяльності Організації української молоді Пласт.
Ідея народилася серед українських студентів у Ґданську завдяки Петрові Тимі, Петрові Павлищу, за підтримки Мирослава Скірки та українського священника зі США (теперішнього митрополита УГКЦ) Бориса Ґудзяка, який тоді перебував у василіян у Варшаві.

### США
Пласт як велика організація існує і в США. Групи існують як станиці в найбільших американських містах, найбільші серед них є Пластова станиця Нью-Йорк, Нюарк, Чикаго, Філадельфія, Бостон та Вашингтон.
Загальна кількість пластунів у США становить близько 1 тисячі. Американські пластуни підтримують контакти із українськими пластунами, відвідують світові пластові зустрічі — Джемборі та ювілейні міжкрайові пластові зустрічі (ЮМПЗ).
У 2011 p. відбувся Міжнародний Пластовий З'їзд (МП3) у Нью-Йорку.

### Кіпр
Пласт Кіпру, як організація був створений у 2018 році Лілією Лапєєвою, Надією Михайлиною та Ксенією Мухортовою, має назву «Ουκρανικός οργανισμός προσκοπών στην Κύπρο» (укр. Українська скаутська організація на Кіпрі). Організація має 3 осередки: в Лімасолі, Нікосії та Ларнаці.

### Україна
- Мапа наявних осередків Пласту в Україні та кількість членів організації по областях. Січень 2012—2021 року

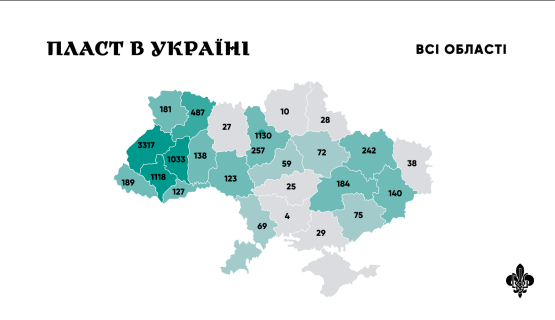
Пласт в Україні на 2021 рік.

#### Пласт на Буковині
Діяльність Пласту на Буковині у XX ст. 
Поява організації Пласт на Буковині припадає на перші десятиліття XX ст.. Перші члени пластових гуртків склали Пластову Присягу в червні 1914 року. Головою Буковинського Пласту став студент Омельян Гундич . Осередки Пласту існували у м. Кіцмані, Вижниці та Вашківцях. Однак, із початком війни справа занепала. Були спроби відновити Пласт на Буковині в 1921 р., але румунська влада всіляко перешкоджала його відновленню. 1929 р. ознаменував відродження діяльності «Пласту» на Буковині. Того ж року, чернівецький «Час» призначив окреме місце для діяльності Пласту.
Серед української студентської молоді в лоні вище згаданих товариств знайшлося багато прихильників «Пласту». Вони створили секцію при спортивному Товаристві «Довбуш» у Чернівцях. Однак, щоб утримати назву «Пласт» в лоні іншого товариства, секцію було названо: Пожарничо — Легко — Атлетична — Секція Туристів в скороченні: «Пласт».
Головною над усіма пластовими частинами стала Кошова Команда, компетенції якої поширювались на цілу область. Слід зазначити, що поза Чернівцями пластунів було зовсім небагато: одна пластунка в Виженці (Вижницький район), два пластуни в Заставні і один в Бессарабії. Об'єднання міської молоді відбулось доволі легко. При читальнях, на передмісті об'єднувалась свідома молодь. За короткий час, до юнацьких гуртків приєдналось близько 70 хлопців і дівчат.
З часом, гуртки юнаків «Лев» і «Орел» було об'єднано в «III Курінь Старших Пластунів ім. І. Мазепи». Це був найбільший курінь. Пізніше, до організації приєдналися ще декілька десятків нових членів.
В 1932-33. рр. не було кому очолювати організацію Пласт: одні члени організації пішли до війська, деякі почали видавати часопис або працювати в інших товариствах. Однак, з усім тим, пластова ідея глибоко вкорінилась в серцях буковинської молоді.
Вплив Пласту на суспільство був великим, до організації ставились прихильно. Крім того, Пластом зацікавилася також сільська молодь. Серед них було чимало таких, що мріяли вступити в «Пласт», однак їх мріям не судилось здійснитись, оскільки у 30-х роках діяльність Пласту на Буковині занепадає.
Сучасний етап діяльності Пласту на Буковині
Відродження організації «Пласт» на Буковині відбулось у 1992 р. 20-24 серпня 1993 р. було проведено перший пластовий табір «Кенгуру в Карпатах» під час якого прийняли присягу перші пластуни. У цей час загострюються непорозуміння між пластунами. Окремо працює курінь ім. О. Кобилянської. Інша ж група очолювана Василем Філіпчуком теж діяла самостійно. Останні згадки про цей період губляться в 1997 р..
Новітній період діяльності Пласту розпочинається з 2000-х рр., коли нове покоління студентів організовують пластові курені. Одним із перших таких куренів став курінь на чолі з Юрієм Халапкою. Тоді ж було зареєстровано нову юридичну особу ЧММО Станниця Чернівці Пласту — НСОУ.
На сьогодні функціюють два юнацькі курені (11–18 років). Дівочий — присвячений буковинській письменниці Ірині Вільде та хлоп'ячий — буковинському діячу — Петру Войновському.

#### Пласт у Криму
В Криму перші пластові підрозділи з'явилися в середині 1990-х років. В перші роки незалежності тут було кілька пластових організацій: Сімферопольська, Севастопольська, Євпаторійська, Ялтинська і Керченська.

##### Пласт в Автономній Республіці Крим
До 2005 року пластові організації в АРК занепали.
Протягом 2010—2014 років була відновлена діяльність Пласту в 3 містах Криму: Сімферополь, Яни Капу (Красноперекопськ), Бахчисарай. На території Криму проведено 2 вишколи дійсного членства, учасниками яких стали місцеві та пластуни з інших регіонів України. Три роки поспіль  – з 2011 по 2013 — організовано літні юнацькі табори. Пластуни організовували передачу Вифлеємського вогню миру громадам Сімферополя, Севастополя, Красноперекопська. Діти мали можливість розвиватись в українському середовищі, їздити на різноманітні пластові заходи в Криму та в інші регіони України. Старші пластуни брали активну участь в русі «Євромайдан-Крим», підтримці блокованих українських військових під час російської окупації Криму в лютому-березні 2014 року. Після окупації всі активні виховники виїхали з Криму, частина з них надалі є активними пластунами.

##### Пласт в місті Севастополі
3 березня 1997 року відбувся перший Загальний Збір станиці Севастополь. Цей перший крок становлення і розвитку «НСОУ» Пласт у Севастополі і є датою офіційного заснування організації. Поодинокі севастопольські пластуни відбували перші табори в Карпатах ще у 1995—1996 рр. Вперше вони заговорили про себе на Орликіаді в Рівному восени 1996 р., здобувши гетьманське третє місце.
Перший гурток мав назву «Чайки». В ньому було четверо дівчат — Марія Процак, Зіна Беланюк, Ірина Топіліна, Юля Єрмошкіна. За час існування Севастопольської станиці пластуни пройшли багато таборів.
Необхідно вказати, що кримські пластуни постійно брали участь у вишколах, змаганнях, таборах «на материку» і приймали гостей з материкової України в кримських літніх пластових таборах. Останній з них відбувся влітку 2013 року.
Після окупації Криму 2014 року діяльність організації на півострові не можлива. Кримські пластуни діють в екзилі, утримуючи безперервність традиції, виховуючи зміну до нового відродження.

## Табори та вишколи
У Пласті існують табори та вишколи для УПН, УПЮ, УСП і УПС. Табори є декількох рівнів організації: крайові, міжкрайові, окружні, станичні, курінні, гурткові та інші. Також поділяються за спеціалізаціями та напрямками (мандрівні, вишкільні тощо). Кількість учасників та програма багато в чому залежать від організаційного рівня. За літо організація в середньому реалізує понад 100 таборів.

### Табори і вишколи для УПЮ
Детальніше: Список пластових таборів
Приклади крайових (Всеукраїнських) таборів: СВТ, Легіон, Квест, Побурлакуємо світами, Говерля, Герць, Вовча школа, КВТ, Метаморфози, Світанкові Віхи, Золота Булава, Клич Лицарів і багато інших.

### Табори і вишколи для УСП
Школа Булавних, Лісова Школа, МВТ «Життя в Пласті» (ЖвП), Вишкіл виховників (КВВ УПЮ), Кваліфікаційний вишкіл дійсного членства (КВДЧ).
МВТ «Життя в Пласті» відбувається на території найстарішої пластової домівки «Сокіл», що на Івано-Франківщині.

## Співпраця з іншими скаутськими організаціями
«Пласт» працював із багатьма іншими скаутськими організаціями України для створення федерації українських скаутських організацій та отримання визнання Всесвітньою організацією скаутського руху.
У 2004 році українська скаутська організація «СПОК» подала заявку на право членства у ВОСР, та право представляти у цій організації Україну. Згідно із правилами, якщо 5 % національних скаутських організацій, що входять до складу ВОСР проголосують «проти», то заявка відхиляється. Після виборів, де Організація скаутів Німеччини та Бой-скаути Америки проголосували «проти» кандидатуру СПОКу було відхилено. Після цього Україну відвідала спеціальна місія ВОСР, яка висунула свої вимоги щодо створення єдиної Національної скаутської організації України, куди би входили представники від «Пласту» та від СПОКу. Організація мала б бути створена до 2008 року.

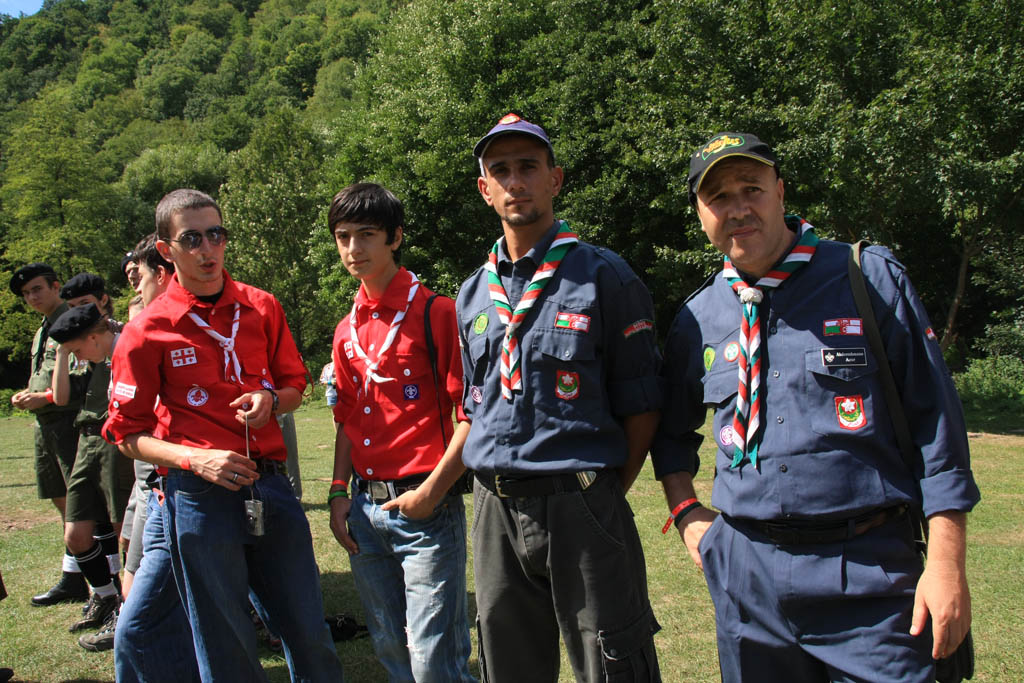
Представники скаутських організацій Грузії та Алжиру на Другому Всеукраїнському пластовому Джемборі

Згідно із рекомендаціями ВОСР було створено Національну Організацію Скаутів України (40 % членів від «Пласту», 40 % від СПОКу, 20 % від скаутської організації «Січ»). Було застверджено Статут НОСУ та обрано її керівний склад. Також обрано місце розташування штаб-квартири організації.
У листопаді 2007 року Міністерство Юстиції України затвердило Статут НОСУ, підтверджуючи створення єдиної скаутської організації України.
У березні 2008 року НОСУ відвідав генеральний секретар ВОСР Люк Паніссо. Він спілкувався із виховниками, провідниками та інструкторами НОСУ, взяв участь у Зустрічі Європейського та Євразійського регіонів, а також зустрівся із представниками місцевої влади.
Станом на 31 грудня 2007 року НОСУ складалася з 2475 членів, уключаючи 718 дівчат, 1546 юнаків та 200 інструкторів і виховників. Незважаючи на можливість подвійного перебування в організаціях (одночасно в НОСУ та в одній із трьох скатуських організацій), пряме членство в НОСУ формально заохочується.
Першим Головою Національної Ради НОСУ був Лев Захарчишин (Пласт), заступником — Валерій Танцюра (СПОК).
4 червня 2011 року відбувся другий національний з'їзд ВМГО «НОСУ», на якому обрано новий склад Національної Ради. Голова НацРади — Бочарніков Віктор, перший заступник голови — Чесноков Андрій, заступник — Музала Микола.
Адміністративно НОСУ належить до Євразійського регіону ВОСР. Представник НОСУ Андрій Чесноков є членом Скаутського комітету Євразії ВОСР.
Загалом більше 65 % усіх висвітлених у ЗМІ скаутських акцій припадає на Пласт, реальний відсоток є значно вищий.

## Критика
«Пласт», як організація, була об'єктом критики, в основному, прорадянських організацій та ЗМІ. 2 вересня 1989 у газеті «Радянська Україна» була опублікована стаття М. Дорошенка «Ще не вмер Степан Бандера, або недитячі ігри доморощених пластунів», де «Пласт» зображувався як «буржуазно-націоналістична військово-спортивна організація». 
Скандально відомий письменник Олесь Бузина зображав Пласт як «кузню кадрів ОУНівського терору».
Одеськими ЗМІ підкреслюється «націоналізм» та «воєнізованість» місцевих осередків «Пласту». Крім того, одеські ЗМІ вказують на те, що пластуни «перейняли» всі атрибути у піонерського руху.
Критика на адресу Пласту лунає і з вуст інших скаутських організацій України[неавторитетне джерело].
10 травня 2011 на офіційному сайті «Партії Регіонів» була опублікована стаття із заголовком «рос. Максим Луцкий: Визит делегации депутатов от Партии регионов в США кардинально изменил мнение Америки об Украине, навязанное ей представителями оппозиции», де депутат Максим Луцький дав свій коментар щодо організації «Пласт»:
|  | Ми погортали фінансові звіти декількох організацій (вони є у відкритому доступі) і побачили фотографії чеків в сто тисяч доларів для фінансування організації "Пласт". А ми чудово знаємо, що її представники тут займаються організацією масових заворушень, хоча стверджують, що займаються вихованням молоді |

Пресслужба Пласту опублікувала своє офіційне звернення 12 травня на Пластовому порталі.

## Символіка

### Герб Пласту

Варіант зображення герба Пласту

Гербом або емблемою Пласту є український тризуб і біла трилиста лілея, символ скаутського руху, сплетені в одну гармонійну цілісність. Цей герб став символом ідейної єдності цілого пластового руху — на рідних землях та поза їх межами.
Три лілеї також символізують Три головні обов'язки пластуна, а тризуб указує на те, що Пласт — це українська організація. Пластуни, що склали Пластову присягу, носять його як відзнаку приналежності до Пласту. Окрім того, трилиста лілея — це відзнака скаутів у всьому світі, що у різних країнах по-різному поєднана із іншими символами.

### Гімн Пласту
Гімном Пласту є пісня «Цвіт України», перший куплет якої склав Олександр Тисовський, а інші два запозичені з поезії Івана Франка «В дорогу».

### Пластові символи
- Сильно — Дуб
- Красно — Калина
- Обережно — Моримух
- Бистро — Блискавиця

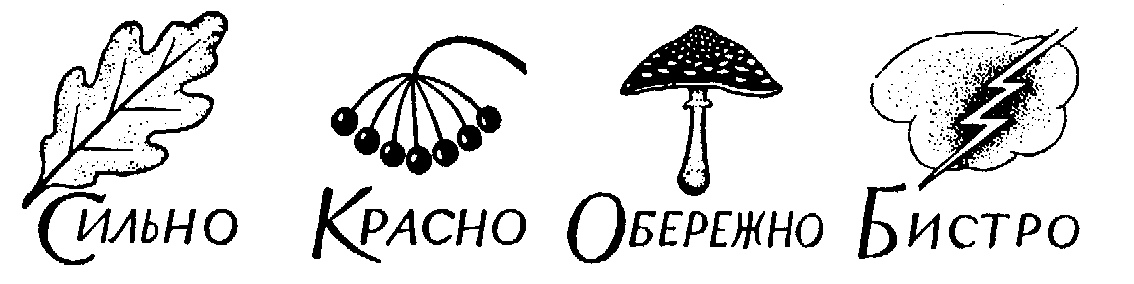
Пластові символи

Ці символи використовуються також на пластових відзначеннях.
Пластові відзначення та нагороди — це кількаступенева система заохочень та подяк, прийнята у Пласті. Нагороди надаються відповідно до вікової приналежності пластуна чи пластунки до певного Уладу (об'єднання). Винятки становлять «Бронзовий хрест за геройський чин» та «Залізний Пластовий Хрест», що, за визначенням, надаються незалежно від віку. Пластові відзначення та нагороди носяться виключно на пластовому однострої, причеплені над лівою кишенею (чи в аналогічному місці для новаків, які носять безрукавки).
Гімн закарпатських пластунів
Автор — Спиридон Черкасенко. Був написаним Спиридоном за умови, що його допускатимуть за це до пластових заходів. Був необхідний для закарпатського Пласту, бо Австрійська влада вважала «Цвіт України» занадто пропагандує цінності й інтереси України. Текст гімну:
Гей, пластуни! Гей, юнаки!

Ми діти сонця і весни,

Ми діти матері природи!

   До нас шумить зелений бір,

   В ліси, поля, до вільних гір,

   На ясні зорі, тихі води! (4x)

Гей, пластуни! Гей, юнаки!

Життя – не жарти, не казки,

А праця, бурі і негоди!

   Гартуймо ж наш юнацький дух.

   Юнацьке гасло: Воля й рух!

   Ніщо нам лихо, ні пригоди! (4x)

Гей, юнаки! Гей, пластуни!

Народу вольного сини,

Сини краси, сини природи,

   Не зломимо своїх присяг,

   Веде нас гордо вольний стяг

   До щастя, слави і свободи! (4x)

Ми діти сонця і весни,

Ми діти матері природи!

   До нас шумить зелений бір,

   В ліси, поля, до вільних гір,                                        

  На ясні зорі, тихі води! (4x)

Гей, пластуни! Гей, юнаки!

Життя – не жарти, не казки,

   Гартуймо ж наш юнацький дух.

   Юнацьке гасло: Воля й рух!

   Ніщо нам лихо, ні пригоди! (4x)

Гей, юнаки! Гей, пластуни!

Народу вольного сини,

Сини краси, сини природи,

   Не зломимо своїх присяг,

   Веде нас гордо вольний стяг

   До щастя, слави і свободи! (4x)

## Ідейні засади

### Виховна система
Пластова виховна система складається з трьох елементів:
1. Ідейні основи Пласту. Це — високогуманна ідея, закріплена в пластовій присязі, та виховний ідеал, який окреслений пластовим законом.
2. Пластова метода. Надзвичайно доцільна і всестороння, випробувана довгими роками пластова метода самовиховання.
3. Виховні засоби. Засоби — це зміст пластової діяльності.

У реалізації пластової виховної системи є одна основна вимога: усі елементи цієї системи повинні бути одночасно застосовувані. Два перші елементи є незмінними, бо їх неможливо модифікувати відповідно до бажань чи поглядів виховника. Третій елемент, засоби, можуть змінюватись відповідно до потреб. Можна застосовувати одні чи інші типи занять відповідно до зацікавлень молоді, при умові, що все повинно бути збалансовано згідно із загальними напрямними діяльності в Пласті.
Важливим джерелом створення традицій куренів, зокрема «Орден Залізної Остроги», «Червона Калина», «Рутенії», «Вовкулаки» стала історична спадщина Козаччини, стрілецтва і УПА.

### Три головні обов'язки пластуна
Три головні обов'язки пластуна — зобов'язання, які бере на себе пластун, складаючи Пластову присягу. Ці обов'язки наче три дороговкази, мають стояти пластунам у пам'яті, просвічувати пластовий шлях у щоденному житті.
Головні обов'язки складаються із таких точок:
1. Бути вірним Богові та Україні;
2. Допомагати іншим;
3. Жити за Пластовим законом і слухатись пластового проводу[39].

Вірність Богу вимагає від пластуна не лише віри в Бога, але й ведення взірцевого морального особистого життя. Вірність Богові пластуни виявляють справами, поводячись згідно з моральними правилами та проявляючи любов до ближнього. Вони відчувають обов'язок дбати про інших чи то в родині, у школі, гуртку; шанують усе створене Богом, визнають гідність людини, дбають про добро інших створінь, піклуються про природу. Вони розвивають відчуття краси і дотримуються естетичних норм у своїй поведінці, мові, вигляді. Пластуни нікого не принижують.
Кожний пластун чи пластунка шанує Бога згідно зі своїм віровизнанням і одночасно шанує право кожного на своє віровизнання.
Бути вірними Україні означає вважати себе частиною української громади, патріотом держави. Вірність Україні символізована у пластовому гербі, де пластова лілея нерозлучно переплетена з українським тризубом. Україна — ціла українська спільнота, поселена на прадідівській землі та поза її межами; це, зокрема, культура, мова, церква та інші матеріальні та духовні надбання, здобуті продовж століть існування українського народу. Для юнаків та юначок це значить, що вони:
- вивчають і використовують українську мову;
- вивчають літературу, історію, географію і культуру українського народу, українську спадщину;
- знають українську національну символіку та гімн;
- плекають українські звичаї, знають і дбають про українське суспільство.

Обов'язок допомагати іншим окреслює відношення пластуна до свого оточення, до людей і до природи. Це означає не лише виконувати громадські обов'язки, але і творити добрі вчинки з власної ініціативи. Добре діло має бути зразком гуманного характеру пластуна, його індивідуальних здібностей і тому повинно приносити задоволення. Пластовий обов'язок закликає не лише любити ближнього, а й допомагати йому. Пластун повинен бути корисним членом спільноти у якій живе. Практичне застосування цього обов'язку є у ідеї щоденного доброго діла, про що символічно пригадує вузлик на пластових відзнаках. Необов'язково, щоб це було велике діло, але треба, щоб воно виходило з доброї волі пластуна, щоб принесло комусь чи чомусь, людині, тварині чи рослині якусь користь і щоб для цього пластун приніс якусь жертву: час, зусилля чи річ.
Пластун повинен жити за Пластовим законом. Обов'язок жити за пластовим законом — обов'язок щодо самого пластуна. Він має не лише знати пластовий закон, але свідомо прагнути до ідеалу, який окреслений у законі.
Обов'язок, слухатись пластового проводу, показує, яке значення надає Пласт громадській дисципліні. Складаючи присягу з власної волі, юнак визнає силу законності, що панує у його громаді. Граючи у пластову гру, ми звикаємо до послуху законові та провідникові, до гри за правилами. І це визнання юнаки понесуть у життя, у свою державну спільноту. Слухати і виконувати всі накази пластового проводу і не обговорювати їх — це символізує дисципліну.

### Пластовий закон
1. Пластун словний;
2. Пластун сумлінний;
3. Пластун точний;
4. Пластун ощадний;
5. Пластун справедливий;
6. Пластун увічливий;
7. Пластун братерський і доброзичливий;
8. Пластун зрівноважений;
9. Пластун корисний;
10. Пластун слухняний пластовій старшині;
11. Пластун пильний;
12. Пластун дбає про своє здоров'я;
13. Пластун любить красу і дбає про неї;
14. Пластун завжди доброї гадки.

Коли пластун виконав вимоги першої проби або виконав завдання, що є встановлені крайовим проводом, він складає пластову присягу:

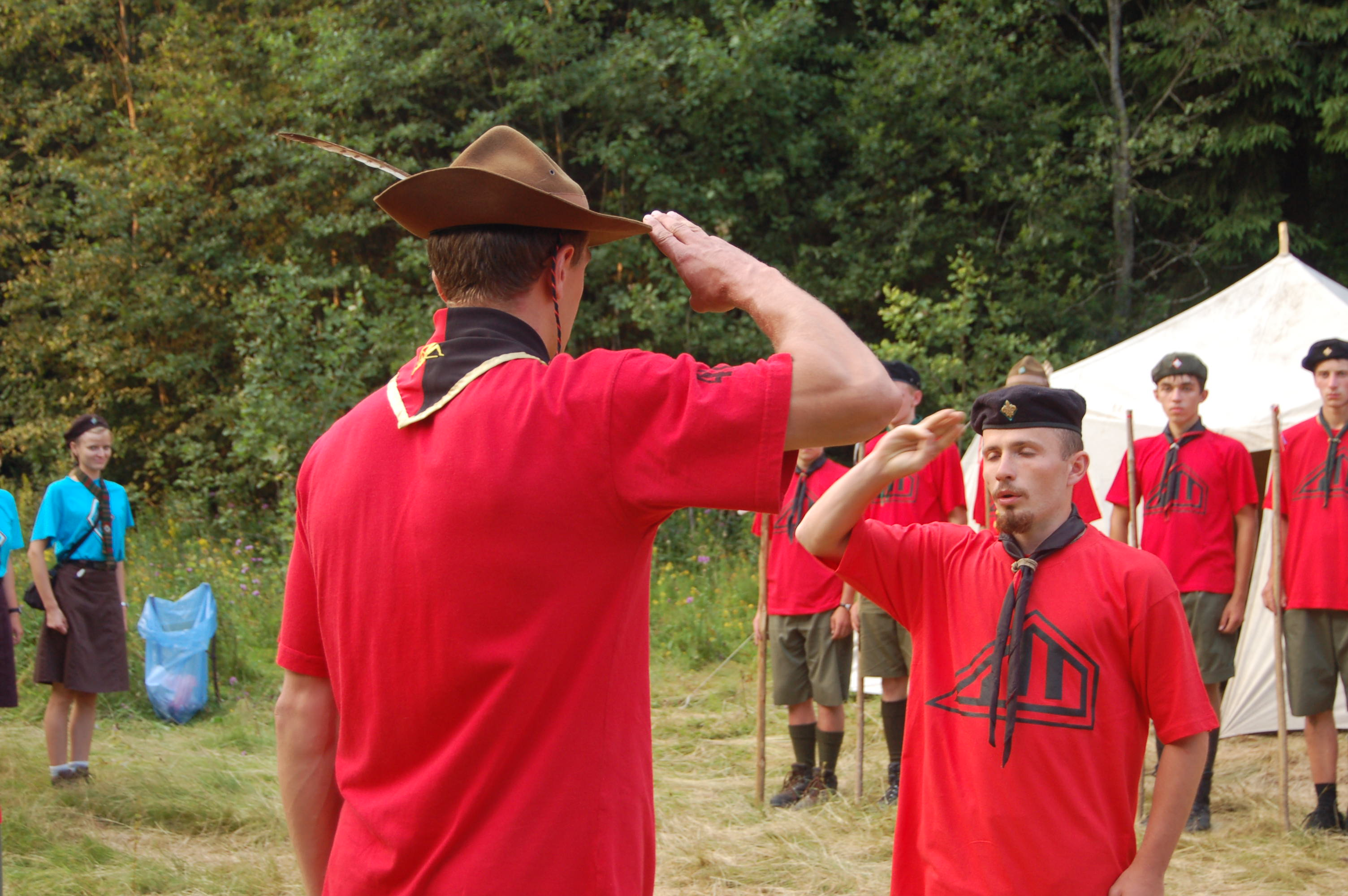
Здача звіту на пластовому вишкільному таборі «Лісова Школа»

|  | Присягаюся своєю честю, що робитиму все що в моїх силах щоб: бути вірним Богові і Україні, допомагати іншим, слухатись пластового проводу і жити за Пластовим Законом. |

### Пластове гасло та привітання
У повсякденному житті пластуни вітаються, подаючи ліву руку. Вітання лівою рукою — вияв приналежності до світового скаутського руху. Ліва рука ближча до серця, і вітання нею означає довіру до людини, із якою вітаються.
Вітаючись на урочистостях, пластуни промовляють одне одному: «СКОБ» та підносять при цьому догори праву руку із випростаними трьома пальцями — символом трьох головних обов'язків пластуна. Слово «СКОБ» означає назву породи орла — скоба білохвостого. Пластуни прийняли його як свій символ. Гасло «СКОБ» є початком слів Сильно Красно Обережно Бистро, які повинні бути характерними рисами усіх пластунів.

### Пластовий однострій

однострій пластуна

однострій пластунки

Пластовий однострій — зовнішня ознака належності до організації. Також однострій пригадує пластунам про їхні пластові обов'язки та виробляє почуття естетики.
Пластуни носять однострій під час пластових занять: на сходинах, збірках, святах тощо. Пластовим однострій вважається тоді, коли включає всі передбачені відповідним правильником частини:
- накриття голови (скаутський капелюх, беретка або мазепинка);
- хустка (у формі прямокутного трикутника відповідної барви);
- обручик до хустки (плетений із трьох барв);
- штани (зеленої барви, короткі до колін, зимою-довгі);
- пояс (шкіряний чи плетений);
- взуття (чорні чи коричневі шнуровані черевики);
- підколінки/штуци (барви однострою, узимку-шкарпетки);
- шнурок до свистка (зелений для юнаків або коричневий для юначок, для виховника — білий).

Відповідно до жіночої статі в однострої є певні відмінності:
- сорочка піскової барви;
- спідничка або штани — коричневі.

Також на однострої носять різного роду пластові відзнаки: пластовий герб, відзнаки приналежності (до Пласту, пластових з'єднань), відзнаки пластових ступенів, відзнаки пластових вишколів (ігрових комплексів, вмілостей, таборів, фізичних вправностей, спеціалізаційних вишколів), відзнаки пластових діловодств, відзнаки пластових виховників та їхніх вишколів, відзнаки пластових відзначень, відзнаки з різних нагод.

## Опікун Пласту

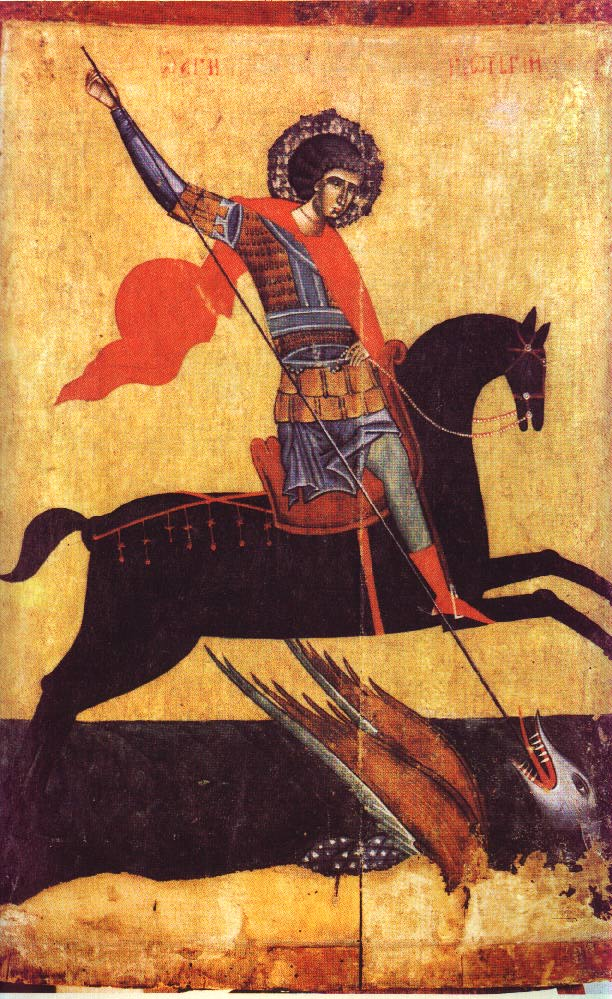
Святий Юрій — Патрон Пласту

Своїм опікуном пластуни обрали святого Юрія Змієборця.
Легенда стверджує, що він жив наприкінці III століття та був легіонером римського війська за часів імператора Діоклетіана. Юрій був дуже хорошим вояком, проте християнином, чого не допускав імператор.
За те, що Юрій не зрікся своєї віри, його було замучено на смерть, хоч як цього не намагались уникнути інші вояки, що любили та поважали Юрія. Слава про Юрія тоді розійшлась по цілому християнському світі. У легендах переказували, що Юрій забив змія, котрий вимагав людських жертв. Таким чином про Юрія усі знали як про оборонця правди та добра, а змій виступив символом зла.
Упродовж усіх часів різні організації обирали собі за патрона св. Юрія як історичну постать, гідну наслідування. За патрона св. Юрія обирають і більшість скаутських організацій. Для пластунів св. Юрій став зразком непохитності віри, доброти та відважності.

## Структура

### Пластові улади
Пластуни поділяються за віком на улади:
- пташата — діти 2-6 років. В Україні на всіх пластових заняттях, таборах, прогулянках, екскурсіях тощо для пташат батьки або опікуни беруть участь у програмі разом з дітьми[джерело?].
- новаки — діти від 6 до 10 років, об'єднуються в Уладі Пластунів Новаків та Пластунок Новачок (УПН);
- юнаки — 11-17 років, Улад Пластового Юнацтва (УПЮ);
- старші пластуни — 18-35 років, Улад Старших Пластунів (УСП);
- пластуни-сеньйори — старші за 35 років, Улад Пластового Сеніорату (УПС).

### Пластові курені

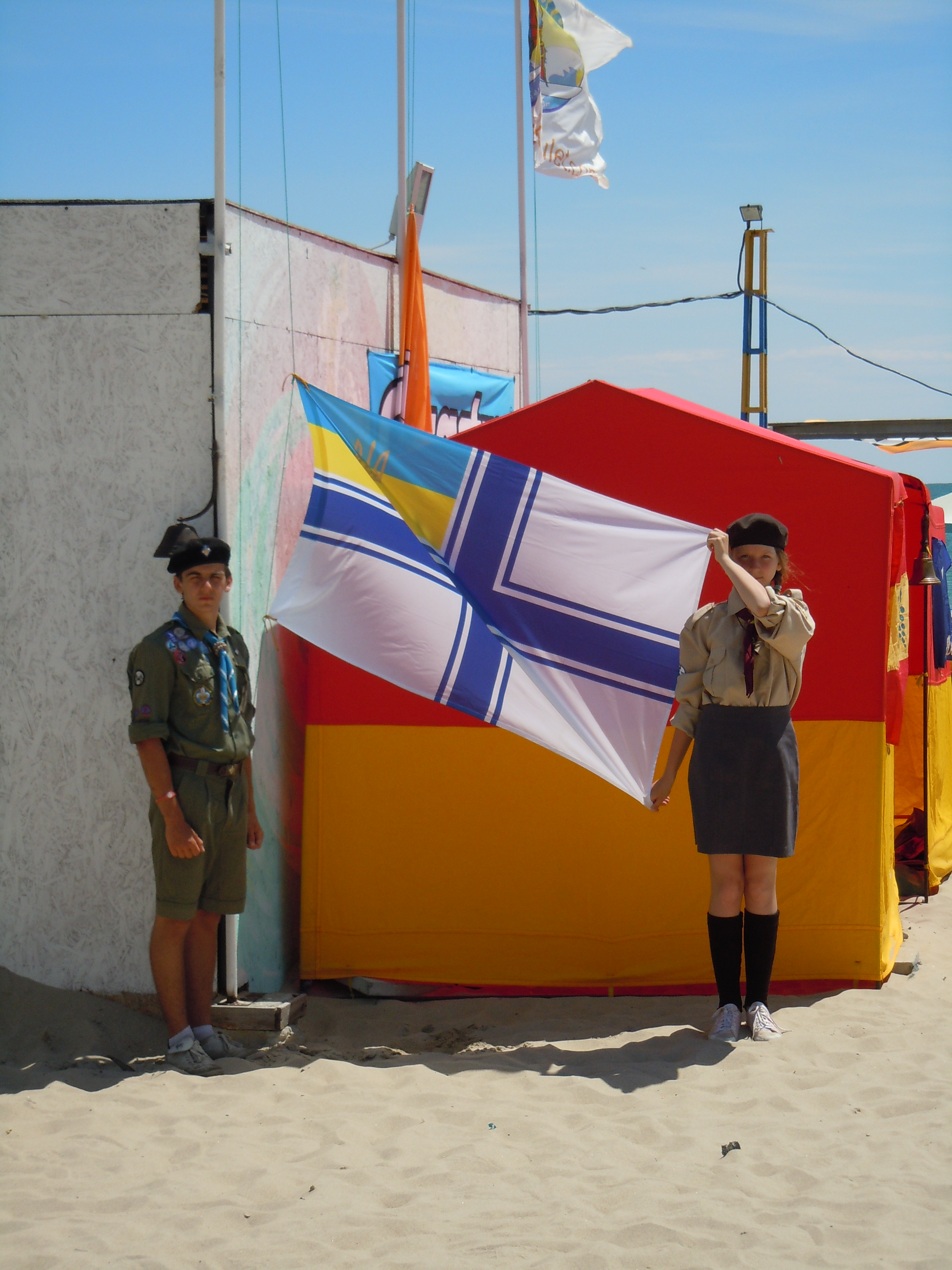
Морські скаути, Затока

Докладніше у статтях: Пластовий курінь
Ку́рінь — організаційна і структурна одиниця Пласту. Пластуни гуртуються в куренях, котрі, своєю чергою, об'єднуються в Улади за віком. Відповідно до Уладу, виникають й окремі специфіки куренів. Наприклад, кожен курінь УПЮ має власного патрона, порядкове число й барви, а також курінне знамено і курінний прапор. Проте, для куренів старших пластунів чи пластунів сеньйорів наявність патрона не є обов'язковою.
Згідно із правильником (статутом) УПЮ, курінь це
|  | 2-5 юнацьких гуртків, що діють на тому самому терені (станиці, пластової групи) творять курінь УПЮ. Кожний гурток в курені має своє римське порядкове число й іншу назву (символ). Курінь УПЮ є організаційною одиницею Пласту і має право на свого курінного патрона й барви, курінне знамено, порядкове число й курінний прапор. Виховним та устроєвим проводом куреня є зв’язковий КПС і очолювана ним Кадра Виховників (КВ) куреня та Рада гурткових куреня. |

Юнацький курінь складається з 2-5 гуртків, які діють на одній території (місто, село). Новостворений курінь затверджується як підготовчий, і має свою хустину (неповторну на терені держави), патрона та знамено.
Для заснування нового куреня УСП (Улад старших пластунів) або УПС (Улад пластунів сеньйорів) потрібно щонайменше сім осіб. Також необхідно затвердити Конституцію (Статут) куреня, проєкт хустини, проєкт шеврона, проєкт абревіатури та барви (основну та побічну). Після затвердження куреня Крайовою Булавою УСП, курінь стає підготовчим. Після кількох років успішної діяльності, курінь може отримати число.
Патрон куреня  — це видатна покійна особа з українського минулого, яка відповідає пластовому ідеалу українського громадянина.

#### Старшопластунські та сеньйорські курені
Усього існує кілька десятків куренів для пластунів віком 18-35 та понад 35 років. Деякі старшопластунські та сеньйорські курені:
- Вовкулаки
- Лісові Чорти
- Орден Залізної Остроги
- Орден Хрестоносців
- Передові
- Рутенії
- Сіроманці
- Ті, що греблі рвуть
- Целібат Мурлики
- Червона калина
- Чорноморці
- Чота Крилатих
- Бурлаки
- Літавиці

#### Юнацькі курені
В Україні станом на травень 2024 року налічується 134 юнацьких пластових куренів. Традиційно кожен курінь отримує число, після виконання певних умов. Існують три види куренів: хлопчачі, дівочі, мішані. Традиційно для хлопчачих куренів визначають непарні числа (починаючи з 1-ого), для дівочих — парні (з 2-ого), а для мішаних чисел вище ста (зі 101-ого). Список пластових куренів.

## 100 кроків
100 кроків — історичний блог, в якому публікують архівні та сучасні матеріали з історії української скаутської організації Пласт. Блог є офіційним проєктом у рамках святкування століття з дня заснування Пласту.

## Свята в Пласті
У Пласті традиційно святкуються українські народні свята. Також існують пластові свята:
- День Пластової присяги;
- Свято Весни;
- Всесвітній день скаутської хустини;
- День пластуна;
- Відкриття пластового року.

День пластової присяги святкується 12 квітня, у день, коли було складено Першу Пластову Присягу.
Свято Весни — дво- чи триденне таборування на честь патрона Пласту — Святого Юрія. Зазвичай святкується у травні, однак можливе перенесення і на пізніший термін.
День подяки відзначається пластунами у першу неділю вересня. Ціла станиця збирається на богослужінні у церкві де разом складають молитву подяки за добре проведений пластовий рік і табори та просять допомоги у Всевишнього на подальшу працю. Після богослужіння відбувається обмін враженнями таборового літа, проводяться теренові ігри, змагання.
1 серпня святкують День скаутської хустки. Хустка в однострої скаута з'явилась через практично військову необхідність. Нею можна перев'язати рану, зробити джгут тощо.

## Вшанування пам'яті
12 квітня 2012 року на честь відзначення 100-річчя Пласту в Івано-Франківську був відкритий перший в Україні Пам'ятник пластунам, що не зламали своїх присяг.

## Видатні пластуни
| - Бандера Степан Андрійович - Гайда Павло Ігорович - Гавдида Іван Михайлович - Гаврилишин Богдан Дмитрович - Гузар Любомир - Ґудзяк Борис - Колесса Микола Філаретович - Кук Василь - Лебідь Микола - Логуш Юрій - Роман Воронка - Ростислав Волошин | - Ребет Лев - Старосольський Юрій - Стефанишин-Пайпер Гайдемарі - Тисовський Олександр - Фіґоль Атанас - Франко Петро Іванович - Шухевич Роман - Черник Федір - Чмола Іван - Янішевський Василь - Квітка Цісик - Олена Степанів |

### Рекомендована література
- Збірник з нагоди 20-річчя Пластової Станиці в Ню Йорку: 1949—1969. — Нью-Йорк : Пластова Станиця Нью-Йорк, 1969. — 118 с.
- Горняткевич А. та ін. Столітнім шляхом 1912—2012. Український Пласт: історія в датах. — Рочестер : 29 Курень УСП і УПС «Сіроманці», 2012. — 45 с.
- Субтельний О. та ін. Пласт. Унікальна історія українського скаутського руху. — Торонто : Plast Publishing Inc. — Пластове Видавництво, 2019. — 440 с. — ISBN 978-1-64606-784-8.